# 深田恭子
深田恭子（日语：／ Fukada Kyōko，1982年11月2日—）是日本女藝人，出生於東京都北區，暱稱為「深恭」（深キョン），所屬經紀公司為Horipro。她主演過多部著名電視劇和電影，還發行過多本寫真集，也一度以歌手身分發行過暢銷唱片。

## 演藝生涯
深田恭子就讀初中二年級時因為崇拜歌手華原朋美而打算入行，年僅13歲的她經過父親朋友的游説後參加了由經紀公司Horipro主辦，在1996年8月開始的《第21回發掘藝人大獎賽》之「PURE GIRL徵選會」，並於10月20日舉行的總選中得到冠軍後進入演藝圈。翌年，已獲首個演出機會，在電視劇《FiVE》演出一角，但尚未引起注目。
1998年初，跟新山千春、優香、酒井彩名和大森玲子組成少女偶像組合HiP（1999年退團），同年中在話題電視劇《神啊！請多給我一點時間》和金城武共演。劇中飾演感情率直奔放、但因援交染上HIV病毒的少女「葉野真生」。深田恭子以此劇的演技造成話題，並創下最終回28.3%的高收視率，也憑此劇獲1998年第18回日劇學院賞助演女優賞。1999年，首度主演電視劇《鬼之棲家》，同年5月發行首張個人單曲〈最後的果實〉，11月發行鋼琴迷你專輯《Dear…》。
2000年，首度主演電影《死者的學園祭》，並以其演唱的歌曲〈How?〉作為電影主題曲，翌年於堀越高等學校畢業。
2004年，以主演的電影《下妻物語》獲多座最佳女主角獎，演技受到肯定。
2019年（第100回日劇學院賞），深田恭子以《初戀那一天所讀的故事》的春見順子一角奪得主演女優賞。
2021年5月26日，深田恭子因為患上適應障礙症，需要暫停演藝活動接受治療，原定深田主演的電視劇《來自灰色星球的小王子》由比嘉愛未接替，同年9月2日宣布恢復演藝活動。

## 人物
- 有一個小6歲的妹妹。
- 自2歲起喜歡游泳，一度自稱前世是海豚，曾經以奧運為目標，並將第一本寫真集和官方俱樂部命名為「pool」。在多部電視劇和廣告的游泳鏡頭都是親自上場，30歲過後開始熱衷於衝浪運動。
- 書法為特一段。在電視劇《鬼之棲家》，劇名斗大的「鬼」字為深田本人所寫，劇中出現的信、紙條皆為本人字跡。
- 欽佩法國女王玛丽·安托瓦内特（Marie Antoinette），仿佛以「前世再前世是玛丽·安托瓦内特」为荣。
- 開設Instagram專頁後，一個月內有超過100萬名關注者，惟於2023年9月至2024年8月期間未有發表新內容，因此一度傳出她打算引退的消息。
- 於2歳時倖免避過日本航空123號班機空難，原本於1985年8月12日與家人到羽田機場乘此班機往大阪，因為所搭乘的東京單軌電車羽田機場線出現延誤，錯過了航班而逃過一劫。

## 音樂活動
- 1998年末，有11間唱片公司參與深田恭子唱片合約爭奪戰，結果由波麗佳音取得，其歌手出道單曲〈最後的果實〉於1999年3月開始灌錄，5月19日發行，編曲源自創作歌手aiko的主流出道單曲〈明天〉，aiko本人亦有參與和音。
- 於4歳開始學習鋼琴及作曲，1999年11月17日發行的鋼琴迷你專輯《Dear…》中所收錄的同名主打樂曲以及〈Into The Light〉均由本人創作，後者更於重新編曲後再製作成演唱版並收錄在首張原創專輯《moon》內，另外她曾在《新堂本兄弟》節目中擔任固定鋼琴伴奏[7]，在一些電視廣告中她都有彈奏鋼琴。
- 深田恭子在歌手出道至到歌手活動停止後都有上過一些電視音樂節目，1999年末在《THE夜もヒッパレ》演唱頭號偶像華原朋美的歌曲時，華原朋美作为嘉宾惊喜登场，深田恭子感動得淚流滿面。
- 2002年發行單曲〈246號公路〉和混音專輯《Flow 〜Kyoko Fukada Remixes〜》後，就再沒有新歌發行，現在專注於演員的工作。近年即使有上過電視音樂節目，都沒有於節目中演唱任何歌曲。不過，在戲劇以及電視廣告中都偶爾出現一些歌唱部分。
- 從1999年出道成為歌手，至2002年停止歌手活動以來，總共發行了7張單曲、2張原創專輯、1張鋼琴迷你專輯、1張混音專輯和2張音樂影像集等，惟原本所屬的唱片公司至今尚未發行過音樂精選輯。
- 2023年4月22日為世界唱片店日，日本HMV特別發行第二張單曲〈Easy Rider〉的7吋黑膠版；同年7月，官方將所有深田恭子的音樂上架到多個串流平台和線上音樂商店，包括YouTube、Amazon、Oricon Music Store、Spotify以及Apple Music等。

## 主要作品

### 舞台劇
- 2015年8月 《活了一百萬次的貓》（100万回生きたねこ）佐野陽子繪本改編，8月15日 - 30日於東京藝術劇場 - 主角 白貓

### 網絡劇
- 2023年2月3日 《A2Z》 （Amazon Prime Video）- 主演，飾演澤野夏美

### 電視劇
粉格為第一主演
| 首播      | 電視台         | 劇名                            | 角色           | 備註                      |
| 1997年    | NHK衛星第2頻道 | 海峽                            | -              |                           |
| 1997年    | 日本電視台     | FiVE                            | 淀橋早苗／佳苗 |                           |
| 1997年    | 富士電視台     | 這就是答案！                    | 水野和音       |                           |
| 1998年    | 富士電視台     | 新聞女郎                        | 內田亞矢       |                           |
| 1998年    | 富士電視台     | 神啊！請多給我一點時間          | 葉野真生       | 第二主演                  |
| 1999年    | 富士電視台     | 鬼之棲家                        | 加藤あゆみ     | 主演                      |
| 1999年    | TBS電視台      | To Heart                        | 三浦透子       | 第二主演                  |
| 2000年    |                | 續寫友誼                        | 田村優         | 主演                      |
| 2000年    | 關西電視台     | 愛情夢幻                        | 飯島有羽       | 主演 （與黑木瞳雙主演）   |
| 2000年    |                | 大胃王                          | 田村麻由美     | 第二主演                  |
| 2000年    | 富士電視台     | TEAM團隊特別篇                  | 館野由貴       |                           |
| 2001年    |                | 第17年的爸爸                    |                |                           |
| 2001年    |                | S.O.S.蛋糕上的草莓              | 三澤／入江唯   | 第二主演                  |
| 2001年    | 富士電視台     | 鬥陣美眉                        | 吉田小夜子     | 主演                      |
| 2002年    | TBS電視台      | 命运之恋                        | 淺井智子       | 主演                      |
| 2002年    | TBS電視台      | First Love                      | 江澤夏澄       | 第二主演                  |
| 2002年    | 朝日電視台     | 魚腩部隊開波                    | 葛西淳子       | 主演                      |
| 2002年    | 日本電視台     | 遥控刑警                        | 彩木久琉美     | 主演                      |
| 2002年    | TBS電視台      | 父亲大人                        | 進藤惠         |                           |
| 2003年    | 日本電視台     | 兩個人～我們選擇的路～          | 鎌形睦美       | 第二主演                  |
| 2003年    | 關西電視台     | 戀愛中姊妹                      | 古森燈         | 主演                      |
| 2004年    | 日本電視台     | 她已不在人世                    | 石井玲子       | 第二主演                  |
| 2004年    |                | 农情芳心                        | 吉川和子       | 主演                      |
| 2004年    |                | 小南的情人                      | 堀切千嘉       | 主演 （與二宮和也雙主演） |
| 2004年    |                | 圣诞节，最讨厌了                | 栗原冬海       | 主演                      |
| 2004年    | 富士電視台     | 德川綱吉 被稱作狗的男人         | 松子           |                           |
| 2005年    | 朝日電視台     | 富豪刑事                        | 神戶美和子     | 主演                      |
| 2005年    |                | 想要幸福                        | 淺田光         | 主演 （與松下由樹雙主演） |
| 2005年    | TBS電視台      | 梅子                            | 太田みよ       | 主演                      |
| 2006年    | 朝日電視台     | 富豪刑事Deluxe                  | 神戶美和子     | 主演                      |
| 2006年    | TBS電視台      | 赤色奇蹟                        | 關口輪子       | 主演                      |
| 2007年    | 富士電視台     | 山女壁女                        | 毬谷真理惠     | 第二主演                  |
| 2007年    | 日本電視台     | 你給我的夏天                    | 木崎トキコ     |                           |
| 2007年    | WOWOW          | 藍眸與云                        | 一之瀬恵梨香   | 主演                      |
| 2007年    | 富士電視台     | 神探伽利略                      | 菅原靜子       | 第7集                     |
| 2008年    | TBS電視台      | 未來講師                        | 吉田巡         | 主演                      |
| 2008年    | 富士電視台     | 世にも奇妙な物語秋の特別篇      | 羽馬日和       |                           |
| 2008年    |                | 學校不會教的事                  | 相田舞         | 主演                      |
| 2009年    | NHK電視台      | 天地人                          | 淀             |                           |
| 2009年    | 日本電視台     | 華麗的間諜                      | 桃樂菲／圭一郎 | 第二主演                  |
| 2010年    | 關西電視台     | 率直男人                        | 栗田鳴海       | 第二主演                  |
| 2010年    | 富士電視台     | 彩虹閃耀夏之戀                  |                | 最終話、友情出演          |
| 2010年    | NHK電視台      | 第二處女                        | 鈴木萬理江     |                           |
| 2010年    | WOWOW          | 幻夜                            | 新海美冬       | 主演                      |
| 2011年    | TBS電視台      | 專業主婦偵探                    | 淺葱芹菜       | 主演                      |
| 2012年    | NHK電視台      | 平清盛                          | 平時子         | 第二主演                  |
| 2012年    | 富士電視台     | TOKYO機場～東京機場管制保安部～ | 篠田香織       | 主演                      |
| 2013年    | TBS電視台      | 無名毒                          | 梶田聰美       | 第二主演                  |
| 2013年    | 日本電視台     | 就在今天告別                    | 大久保由里子   |                           |
| 2013年    | BeeTV          | 危險關係                        | 伊月楓         | 主演                      |
| 2014年    | NHK電視台      | Silent Poor                     | 里見涼         | 主演                      |
| 2014年    | TBS電視台      | 女性絕不容許                    | 岩崎麗         | 主演                      |
| 2015年    | 朝日電視台     | Second Love                     | 西原結唯       | 第二主演                  |
| 2016年    | TBS電視台      | 請和這個沒用的我談戀愛          | 柴田倫子       | 主演                      |
| 2017年    | TBS電視台      | 下剋上應考                      | 櫻井香夏子     |                           |
| 2017年    | TBS電視台      | 偵探物語                        | 四俵蘭子       | 第二主演                  |
| 2018年    | 富士電視台     | 總覺得鄰家更幸福                | 五十嵐奈奈     | 主演                      |
| 2019年    | TBS電視台      | 初戀那一天所讀的故事            | 春見順子       | 主演                      |
| 2019-20年 | 富士電視台     | 魯邦的女兒                      | 三雲華         | 主演                      |
| 2023年    | TBS電視台      | 18／40～兩人的夢想與愛情～      | 成瀨瞳子       | 主演 （與福原遙雙主演）   |
| 2025年    | TBS電視台      | 初戀DOGs                        | 宮瀬優香       |                           |

### 電影
- 1998年「新宿少年探偵團」（1998年4月、松竹、導演：淵井正文），飾演夢野美香
- 1999年「七夜怪談2」（1999年1月、東寶、導演：中田秀夫），飾演澤口香苗
- 2000年「死者的學園祭」（2000年8月、東映、導演：篠原哲雄），主演，飾演結城真知子
- 2001年「東京瘋」（2001年2月、東映） 的一個短篇《約束》（導演陳慧琳）
- 2002年「淨琉璃」（2002年10月、松竹、導演：北野武），飾演山口春菜
- 2003年「陰陽師II」（2003年10月、東寶、導演：瀧田洋二郎），飾演藤原日美子
- 2003年「宛如阿修羅」（2003年11月、東寶、導演：森田芳光），飾演陣內咲子
- 2004年「下妻物語」（2004年5月、東寶、導演：中島哲也），主演，飾演龍崎桃子
- 2006年「天使」（2006年1月、松竹、導演：宮坂真弓），主演，飾演天使
- 2006年「犬神家一族」（2006年12月、東寶、導演：市川崑） ，飾演女中・はる
- 2008年「小雙俠」（2009年3月、日活、導演：三池崇史），飾演多龍芝
- 2009年「心動奇蹟：烏魯魯的森林物語」（2009年12月、東寶、導演：長沼誠） ，飾演生野千惠
- 2010年「戀愛戲曲：請和我戀愛吧!」（2010年9月、SHOWGATE、導演：鴻上尚史） ，主演，飾演谷山真由美
- 2011年「豆富小僧」（2011年4月、華納、導演：杉井儀三郎） ，飾演豆富小僧（配音）
- 2011年「烏龍派出所THE MOVIE」（2011年8月、松竹、導演：川村泰祐） ，飾演沢村桃子
- 2011年「Second Virgin」（2011年9月、松竹、導演：黒崎博） ，飾演鈴木万理江
- 2011年「黎明破曉的街道」（2011年10月、角川映画、導演：若松節朗） ，飾演仲西秋葉
- 2011年「鬼壓床了沒」（2011年10月、東寶、導演：三谷幸喜） ，飾演前田熊
- 2011年「Wild 7」（2011年12月、華納、導演：羽住英一郎） ，飾演本間雪
- 2013年「我的恐怖室友」（2013年11月、東映、導演：古澤健） ，飾演西村麗子
- 2014年「偉大的咻啦啦砰」（2014年3月、東映、導演：水落豐） ，飾演日出清子
- 2014年「超高速！參勤交代」（2014年6月、松竹、導演：本木克英） ，飾演阿咲
- 2015年「鬼牌遊戲」（2015年1月31日），飾演琳
- 2016年「超高速！参勤交代 リターンズ」（2016年9月、松竹、導演：本木克英） ，飾演阿咲
- 2018年「飛上天空的輪胎」（2018年6月15日、松竹、導演：本木克英） ，飾演赤松史絵
- 2021年「劇場版 魯邦的女兒」（2021年10月15日、東映、導演：武内英樹），主演，飾演三雲華
- 2024年「工作細胞」（2024年12月13日、華納、導演：武内英樹），飾演肝細胞

### 唱片

#### 單曲
- 最後の果実（1999年5月19日、初回限定盤及一般盤、Oricon單曲週榜第4位、賣出151,790張）
- イージーライダー（1999年9月1日、Oricon單曲週榜第6位、賣出100,790張）
- 煌めきの瞬間（2000年2月2日、Oricon單曲週榜第16位、賣出68,000張）
- How？（2000年7月19日、初回盤及通常盤、Oricon單曲週榜第20位、賣出48,290張）
- スイミング（2001年6月6日、初回盤及通常盤、Oricon單曲週榜第15位、賣出47,960張）
- キミノヒトミニコイシテル（2001年10月3日、Oricon單曲週榜第8位、賣出42,010張）
- ルート246（2002年5月22日、初回限定盤及通常盤、Oricon單曲週榜第28位、賣出13,770張）

#### 專輯
- Dear…（1999年11月17日、Oricon專輯週榜第15位、賣出24,710張）
- moon（2000年3月15日、Oricon專輯週榜第14位、賣出56,250張）
- Universe（2001年11月21日、Oricon專輯週榜第19位、賣出21,430張）
- Flow～Kyoko Fukada Remixes～（2002年8月21日）

### Video & DVD
- for me（1999年1月、波麗佳音）Video:PCVE-10883 / DVD:PCBE-00001
- to me（1999年2月、波麗佳音）Video:PCVE-10884 / DVD:PCBE-00003
- for you（1999年12月、波麗佳音）Video:PCVG-10640 / DVD:PCBG-00086
- to you（2001年6月、波麗佳音）Video:PCVG-10756 / DVD:PCBG-50202
- （2002年11月、先鋒LDC）Video:PIVS-7416 / DVD:PIBW-7153
- （2002年11月、先鋒LDC）Video:PIVS-7417 / DVD:PIBW-7154
- （2003年12月、波麗佳音）DVD:PCBE-50799
- （2004年5月、アミューズソフトエンタテインメント）ASBY-2490
- （2006年1月、ハピネット・ピクチャーズ）BIBJ-5884

### CM
- 王子製紙 ネピア
- 樂天 ガーナチョコレート、ミント・ブルー、キシリトールガム・ピンク など
- NTT東日本
- 資生堂 シーブリーズ （CM出演時の発売元：ブリストルマイヤーズスクイブ）
- 角川書店 角川文庫'99夏の名作150
- 三得利
  - 「デカビタC」
  - 「なっちゃんスムージー」
  - 「ケロッグ飲む朝食フルーツグラノラ」（2015年4月 - ）[8]
- 日清食品「日清Spa王」（2002年）[9]
- NTTドコモ関西（2002年12月 - ）[10]
- 高絲 ファシオ
- 樂敦製藥 Cキューブ シリーズ
- 晴れ着の丸昌
- 明治生命
- 美伊娜多化粧品（2005年 - ）
  - 「フェアルーセント薬用コンセントレートホワイト」
  - スキンケアブランド「薬用リシアル EX」（2005年6月 - ）[11]
  - 美白ブランド シリーズ「フェアルーセント」 ※松坂慶子と共演
  - 企業CM （2008年 - ）
  - フェイシャルサロンCM （2009年 - ）
- 麒麟 碳酸燒酒（日语：チューハイ）氷結（2008年 - 2011年）
- 江崎固力果
  - 日本縦断グリコワゴン（2010年12月 - ）[12]
  - 「ビスコ」（2017年3月 - ）[13]
  - 「じゃんけんグリコ2020」（2020年2月 - ）
- 固力果乳業「ドロリッチ」（2011年10月 - ）
- 大塚製藥「寶礦力水特 ION WATER」（2013年4月 - ）[14]
- 大東建託「いい部屋ネット」（2013年7月 - ）[1]
- 大發工業「ミライース」（2014年7月 - ）
- 日清紡ホールディングス（2015年4月 - ）[15]
- 武田藥品工業「アリナミンA」（2015年12月 - ）[16]
- 外為どっとコム（2016年）[17]
- スポーツくじBIG（2016年4月 - ）[18]
- UQコミュニケーションズ「UQモバイル」（2016年10月　- ）[19]
- 札幌啤酒「ヱビス 華みやび」（2017年3月 - ）[20][21] ※WEB動画も公開[22]
- 4K8K推進キャラクター（2018年）[23]
- 日冷食品
  - 「切れてる！サラダチキン」（2018年7月 - ）[24]
  - 「本格炒め炒飯」（2019年4月 - ）[25]
    - 「ゴロゴロ焼豚女子」篇（2019年4月15日 - ）
    - 「具材ゴロゴロ」篇（2019年9月12日 - ）
    - 「早口言葉」篇（2020年3月23日 - ）

  - 「極上ヒレかつ」（2020年3月18日 - ）
- 東京瓦斯「東京ガスの電気」（2018年7月 - ）[26]
- パーソルキャリア「doda」（2018年10月 - ）[27]
- 麒麟飲料「午後紅茶 ザ・マイスターズ ミルクティー」（2019年3月 - ）[28]
- 橫濱橡膠 ヨコハマタイヤ「あめふり」篇（2020年1月16日 - ）
- UNIQLO「スマートパンツ」（2020年8月 - ）
- 西日本都市銀行（2021年2月 - ）
- 放置少女：百花缭乱的萌姬物语「美しい世界へ」（2021年4月 - ）
- 青森陸奧銀行

## 得獎紀錄
| 年份   | 大賞                                                      | 獎項                                           | 作品                       |
| ------ | --------------------------------------------------------- | ---------------------------------------------- | -------------------------- |
| 1998年 | 第18回日劇學院賞                                          | 助演女優賞                                     | 《神啊！請多給我一點時間》 |
| 1999年 | 第2回 日劇大賞（1999-05-04）                              | 助演女優賞                                     | 《神啊！請多給我一點時間》 |
| 1999年 | 第22回日劇學院賞                                          | 助演女優賞                                     | 《To Heart》               |
|        | 第21回タレント・スカウト・キャラバン グランプリ（1996年） |                                                |                            |
| 2001年 | 第24回日本電影金像獎                                      | 新人賞                                         |                            |
| 2004年 | 第59回 每日電影獎                                         | 女優主演賞                                     | 《下妻物語》               |
| 2004年 | 第26回 橫濱電影節                                         | 主演女優賞                                     | 《下妻物語》               |
| 2005年 | 第28回日本電影金像獎                                      | 優秀主演女優賞                                 | 《下妻物語》               |
|        | 第14回 東京體育映畫大賞                                   | 主演女優賞                                     | 《下妻物語》               |
|        | ゆうばり國際ファンタスティック映畫祭                      | 2005マックスファクタービューティースピリット賞 |                            |
|        | 第18回DVD＆錄影帶大獎                                     | 最佳藝人獎                                     |                            |
| 2019年 | 第100回日劇學院賞                                         | 主演女優賞                                     | 《初戀那一天所讀的故事》   |

## 寫真集
- プール（1998年7月、リトル・モア、ISBN 4-947648-76-7）攝影：德永彩
- COLORS（カラーズ）（1998年11月、學習研究社、ISBN 4-05-401014-8）攝影：木村晴
- AVENIR（アヴニール）（2001年5月、學習研究社、ISBN 4-05-401407-0）攝影：木村晴
- friends（2002年1月、集英社、ISBN 4-08-780345-7）攝影：細野晉司
- まるごと深田恭子BOOK KYOKO 8203（2003年4月、集英社、ISBN 4-08-780374-0）
- 深田恭子in下妻物語（2004年5月、ぴあ、ISBN 4-8356-0937-9）
- 深田恭子meets天使 映畫『天使』Photo Making Book（2006年1月、祥伝社、ISBN 4-396-46009-0）
- 25才 （2008年11月、角川ザテレビジョン、ISBN 978-4-04-895034-3）
- KYOKO TOKYO PIN-UP GIRL（2009年2月 ワニブックスISBN 978-4-8470-4161-7）
- EXOTIQUE（2010年11月2日、ワニブックス、攝影：レスリー・キー）ISBN 978-4847043260
- 月刊 NEO 深田 恭子（2011年2月8日、イーネット・フロンティア、攝影：鶴田直樹）ISBN 978-4862058263
- Blue Moon（2012年11月24日、ワニブックス）ISBN 9784847045059
- (un)touch（2014年3月13日、講談社、攝影：アンディ・チャオ）[31]ISBN 978-4062189163
- Down to earth（2014年12月10日、ワニブックス、攝影：アンディ・チャオ）[32] ISBN 978-4-8470-4693-3
- Down to Earth Another (2015年7月5日、ワニブックス、攝影：ND CHOW)　ISBN 978-4847047688
- Nu Season (2016年1月27日、ワニブックス、攝影：ND CHOW) ISBN 978-4847048098
- This Is Me（2016年7月23日、集英社、編集：MAQUIA）ISBN 978-4087807899[33]
- AKUA（2016年7月23日、集英社、攝影：ND CHOW）ISBN 978-4087807943[33]
- Reflection（2016年11月12日、集英社）ISBN 978-4087808032
- Palpito（2017年12月20日、講談社、攝影：中村和孝）[6][78]ISBN 978-4062208857
- Blue Palpitations（2018年9月20日、講談社、攝影：中村和孝）[79]ISBN 978-4065136379
- Brand new me（2020年5月13日、集英社、攝影：中村和孝）ISBN 978-4087900095
- AO（2025年8月6日、集英社、攝影：ND CHOW）ISBN 978-4087902068

## 外部連結
- 公式プロフィール （页面存档备份，存于） - Horipro
- 深田恭子的Instagram帳戶
- 深田恭子的TikTok